# Dan Frisa
Daniel Frisa (ur. 27 kwietnia 1955 w Nowym Jorku) – amerykański polityk, członek Partii Republikańskiej.

## Działalność polityczna
Od 1985 do 1992 zasiadał w New York State Assembly. W okresie od 3 stycznia 1995 do 3 stycznia 1997 przez jedną kadencję był przedstawicielem 4. okręgu wyborczego w stanie Nowy Jork w Izbie Reprezentantów Stanów Zjednoczonych.